# Любашёвка (станция)
Станция Любашёвка — станция Одесской железной дороги в одноименном населенном пункте (районном центре Любашёвского района Одесской области). Располагается на линии Подольск — Балта — Первомайск. Соседние станции — Заплазы и Врадиевка. Код — 407200, код Э2 — 2208444. 
Расстояние:
- Подгородная — 78 км
- Слободка — 79 км
- Подольск — 77 км

Станция была построена на линии, идущей от Балты на Елизаветград и Кременчуг в 1868 году.
Руководителем строительства дороги был барон Унгерн-Штернберг. Дорога создана на концессионных основаниях, т. е. строилась частным концессионером.  Должность начальника движения Одесской железной дороги в 1870 — 1878 гг. занимал С. Ю. Витте, в дальнейшем премьер-министр России.  Возглавлял Одесскую железную дорогу в то время Николай Матвеевич Чихачев.
В середине 80-х годов XIX века на станции снимал буфет и проживал вместе с семьей Леонид Карпович Кузнецов, чей сын, Степан Кузнецов, впоследствии стал известным артистом Малого театра.
В начале XX века станция относилась к обществу Юго-Западных железных дорог.
Во время войн в XX веке она неоднократно становилась объектом боевых действий.
Здание станции сохранилось в Любашёвке до нашего времени.
В настоящее время станция совершает такие операции:
- Продажа билетов на все пассажирские поезда.
- Прием и выдача багажа.
- Прием и выдача повагонных отправок грузов, допускаемых к хранению на открытых площадках станций.
- Прием и выдача мелких отправок грузов, требующих хранения в крытых складах станций.
- Прием и выдача грузов повагонными и мелкими отправками, загружаемых целыми вагонами, только на подъездных путях и местах необщего пользования.
- Прием и выдача мелких отправок грузов, допускаемых к хранению на открытых площадках станций.